# 兰佐托里内塞
兰佐托里内塞（義大利語：Lanzo Torinese，意为“都灵的兰佐”）是意大利都灵省的一个市镇。总面积10.37平方公里，人口5315人，人口密度512.5人/平方公里（2009年）。ISTAT代码为001128。